# Hypopyra pandia
Hypopyra pandia är en fjärilsart som beskrevs av Felder 1874. Hypopyra pandia ingår i släktet Hypopyra och familjen nattflyn. Inga underarter finns listade i Catalogue of Life.